# Fabrizio Miccoli
Fabrizio Miccoli, född den 27 juni 1979, är en italiensk före detta fotbollsspelare. Han är född i Nardò, men växte upp i San Donato di Lecce i vars ungdomslag han började sin karriär. Han fick smeknamnet Il Romário del Salento. Han är sedan 2002 gift med Flaviana Perrone och tillsammans har de två barn, Swami (född 2003) och Diego (född 2008), den sistnämnde döpt efter hans stora idol Diego Maradona.

## Klubbkarriär
Efter att ha spelat på ungdomsnivå med Milan flyttade han till Serie C1 laget Casarano, där han gjorde sin professionella debut vid 17 års ålder. Han flyttade sedan till Serie B laget Ternana 1998, där han gjorde totalt 32 mål på fyra säsonger, varav 15 i sitt sista år i klubben.
Miccoli blev stor idol i US Città di Palermo där han blev klubbens hittills bäste målgörare med 81 mål, varav 74 i Serie A (fotboll). Han avslutade karriären hos Birkirkara FC på Malta.